# 大学受験進学塾ユリーカ
大学受験進学塾ユリーカ（だいがくじゅけんしんがくじゅくユリーカ）は、大阪市中央区に本社を置く株式会社ウィザスが運営する運営する現役生を対象とした予備校。1985年より大阪と和歌山に現在6教室展開している。ユリーカとはギリシャ語で「分かった！」を意味し、生徒が「分かった！」と気づく喜びを大切に指導する思いから。また、関西を中心に展開している集団指導塾の高校受験進学塾「第一ゼミナール」とは同じ運営元である。 

## 概要・特徴
- 生徒の適性と希望から、将来の仕事や資格取得についてアドバイスし、大学進学の目標を明確にする「将来設計指導」を行っている。
- 一部の教科を除き20名未満のクラス編成である。
- チューター制度を設けず、学習指導・進路指導は教科担当の講師が行う。
- 各高校別のクラス編成で定期テスト対策も行っている。

## 教室一覧
- 松原中央校
- 大手前校
- 堺東校
- 岸和田校
- 金剛校
- 和歌山中央校